# Conus canaliculatus
Conus canaliculatus é uma espécie de gastrópode do gênero Conus, pertencente a família Conidae.